# Ibănești (Mureș)
Pour les articles homonymes, voir Ibănești.
Ibănești (Libánfalva en hongrois) est une commune roumaine du județ de Mureș, dans la région historique de Transylvanie et dans la région de développement du Centre.

## Géographie
La commune d'Ibănești est située dans le nord-est du județ, dans la vallée du Gurghiu, affluent du Mureș. Son territoire très vaste, limitrophe du județ de Harghita comprend une grande partie des Monts Gurghiu et notamment son point culminant, le Mont Saca (Varful Saca) à 1 777 m d'altitude. Ibănești se trouve à 19 km à l'est de Reghin et à 53 km au nord-est de Târgu Mureș, le chef-lieu du județ.
La municipalité est composée des dix villages suivants (population en 2002) :
- Blidireasa (210) ;
- Brădețelu (267) ;
- Dulcea (372) ;
- Ibănești (2 273), siège de la municipalité ;
- Ibănești Pădure (435) ;
- Lăpușna (1) ;
- Pâräu Mare (158) ;
- Tireu (444) ;
- Tisieu (288) ;
- Zimți (63).

## Histoire
La première mention écrite du village date de 1453.
La commune d'Ibănești a appartenu au royaume de Hongrie, puis à l'empire d'Autriche et à l'Empire austro-hongrois.
En 1876, lors de la réorganisation administrative de la Transylvanie, elle a été rattachée au comitat de Maros-Torda.
La commune d'Ibănești a rejoint la Roumanie en 1920, au traité de Trianon, lors de la désagrégation de l'Autriche-Hongrie. Après le deuxième arbitrage de Vienne, elle a été occupée par la Hongrie de 1940 à 1944, période durant laquelle la petite communauté juive fut exterminée par les nazis. Elle est redevenue roumaine en 1945.

## Politique
| Parti | Parti                           | Sièges |
| ----- | ------------------------------- | ------ |
|       | Parti social-démocrate (PSD)    | 8      |
|       | Parti national libéral (PNL)    | 3      |
|       | Parti Mouvement populaire (PMP) | 2      |

## Religions
En 2002, la composition religieuse de la commune était la suivante :
- Chrétiens orthodoxes, 90,33 % ;
- Catholiques grecs, 5,83 % ;
- Adventistes du septième jour, 2,32 %.

## Démographie
En 1910, la commune comptait 3 320 Roumains (93,44 %) et 163 Hongrois (4,59 %).
En 1930, on recensait 4 072 Roumains (95,74 %), 41 Hongrois (0,96 %), 49 Juifs (1,15 %) et 80 Tsiganes (1,88 %).
En 2002, 4 495 Roumains (99,64 %) côtoient 15 Hongrois (0,33 %). On comptait à cette date 1 719 ménages et 1 837 logements.
La commune d'Ibănești a connu sa population maximale en 1966 avec 5 986 habitants.
| 1850  | 1880  | 1900  | 1910  | 1930  | 1956  | 1977  | 1992  | 2002  |
| ----- | ----- | ----- | ----- | ----- | ----- | ----- | ----- | ----- |
| 1 446 | 2 206 | 2 966 | 3 553 | 4 253 | 4 718 | 5 218 | 4 728 | 4 511 |

| 2007  | - | - | - | - | - | - | - | - |
| ----- | - | - | - | - | - | - | - | - |
| 4 441 | - | - | - | - | - | - | - | - |

## Économie
L'économie de la commune repose sur l'élevage, l'exploitation des forêts et la transformation du bois. Le tourisme occupe une place importante dans l'économie locale, enraison des nombreuses possibilités de randonnée dans les mOnts Gurghiu.

### Jumelages
Ibănești fait partie de la Charte des Communes Rurales d'Europe qui comprend une entité par État membre de l’Union européenne, soit 27 autres communes, :
- Hepstedt (Allemagne)
- Lassee (Autriche)
- Bièvre (Belgique)
- Slivo pole (Bulgarie)
- Léfkara (Chypre)
- Tisno (Croatie)
- Næstved (Danemark)
- Bienvenida (Espagne)
- Põlva (Estonie)
- Kannus (Finlande)
- Cissé (France)
- Kolindros (Grèce)
- Nagycenk (Hongrie)
- Cashel (Irlande)
- Bucine (Italie)
- Kandava (Lettonie)
- Žagarė (Lituanie)
- Troisvierges (Luxembourg)
- Nadur (Malte)
- Esch (Pays-Bas)
- Strzyżów (Pologne)
- Samuel (Portugal)
- Starý Poddvorov (Tchéquie)
- Desborough (Royaume-Uni)
- Medzev (Slovaquie)
- Moravče (Slovénie)
- Ockelbo (Suède)

## Communications

### Routes
La commune est située sur la route régionale qui relie Reghin avec Lăpușna.

## Lieux et monuments
- Lăpușna, monastère orthodoxe St Nicolas (Sfântul Nicolae) et église en bois St Nicolas de 1719.

- Nombreux sommets des Monts Gurghiu : le mont Fâncel (1 684 m), le mont Bătrâna (1 634 m), le mont Tătarca (1 688 m ) et le Mont Saca (1 777 m).